# كريشة الحمار
كُرَيْشَة الحِمَار (.Astragalus kofensis Velen)، وهو نوع أعشاب حولية من جنس القتاد.